# آرمسترانگ، بریتیش کلمبیا
شهر آرمسترانگ (به انگلیسی: Armstrong, British Columbia) یکی از شهرهای کشور کانادا واقع در منطقه اوکاناگان شمالی در استان بریتیش کلمبیا است.
جمعیت این شهر ۴٬۸۱۵ نفر می‌باشد و در سال ۲۰۱۳، جشن یک‌صد سالگی این شهر برگزار شد. مراتع پرورش احشام و کشاورزی از مهم‌ترین منابع اقتصادی این شهر به شمار می‌آیند.
پنیر منطقه آرمسترانگ، شناخته‌شده‌ترین نوع پنیر در کشور کانادا و بخش‌هایی از ایالات متحده به شمار می‌آید.